# Pyrgomorphidae
Pyrgomorphidae zijn een familie van rechtvleugelige insecten die behoren tot de kortsprietigen. De familie werd voor het eerst wetenschappelijk gepubliceerd door Brunner-von Wattenwyl in 1874.
De soorten binnen de familie komen ruwweg voor in Afrika, Oceanië, Zuid-Europa, het noorden van Zuid-Amerika en Centraal-Amerika. Het hoofd van de soorten is conisch.

## Taxonomie
De familie telt circa 475 soorten binnen de volgende geslachten:
- Onderfamilie Orthacridinae Bolívar, 1905
  -     -       - Geslacht Megradina Storozhenko, 2004

  - Geslachtengroep Brunniellini Kevan, 1963
    -       - Geslacht Brunniella Bolívar, 1905

  - Geslachtengroep Chapmanacridini Kevan, & Akbar, 1964
    -       - Geslacht Chapmanacris Dirsh, 1959

  - Geslachtengroep Fijipyrgini Kevan, 1966
    -       - Geslacht Fijipyrgus Kevan, 1966

  - Geslachtengroep Geloiini Bolívar, 1905
    -       - Geslacht Geloius Saussure, 1899
      - Geslacht Pseudogeloius Dirsh, 1963

  - Geslachtengroep Gymnohippini Kevan, & Akbar, 1964
    -       - Geslacht Gymnohippus Bruner, 1910
      - Geslacht Pyrgohippus Dirsh, 1963
      - Geslacht Uhagonia Bolívar, 1905

  - Geslachtengroep Ichthiacridini Kevan, Singh & Akbar, 1964
    -       - Geslacht Calamacris Rehn, 1904
      - Geslacht Ichthiacris Bolívar, 1905
      - Geslacht Sphenacris Bolívar, 1884

  - Geslachtengroep Malagasphenini Kevan, & Akbar, 1964
    -       - Geslacht Malagasphena Kevan, Akbar & Singh, 1964

  - Geslachtengroep Mitricephalini Kevan, & Akbar, 1964
    -       - Geslacht Mitricephala Bolívar, 1898
      - Geslacht Mitricephaloides Kevan, 1963

  - Geslachtengroep Nereniini Kevan, 1964
    -       - Geslacht Buergersius Ramme, 1930
      - Geslacht Fusiacris Willemse, 1955
      - Geslacht Kapaoria Bolívar, 1898
      - Geslacht Megra Campion, 1923
      - Geslacht Modernacris Willemse, 1931
      - Geslacht Nerenia Bolívar, 1905
      - Geslacht Noonacris Kevan, 1966
      - Geslacht Paratarbaleus Ramme, 1941
      - Geslacht Tarbaleopsis Ramme, 1930

  - Geslachtengroep Orthacridini Bolívar, 1905
    -       - Geslacht Acropyrgus Descamps & Wintrebert, 1966
      - Geslacht Ambositracris Dirsh, 1963
      - Geslacht Burmorthacris Kevan, Singh & Akbar, 1964
      - Geslacht Caprorhinus Saussure, 1899
      - Geslacht Dyscolorhinus Saussure, 1899
      - Geslacht Kuantania Miller, 1935
      - Geslacht Neorthacris Kevan & Singh, 1964
      - Geslacht Orthacris Bolívar, 1884
      - Geslacht Pseudosphena Kevan & Akbar, 1964
      - Geslacht Rakwana Henry, 1933
      - Geslacht Vittisphena Kevan, 1956

  - Geslachtengroep Popoviini Kevan, & Akbar, 1964
    -       - Geslacht Colemania Bolívar, 1910
      - Geslacht Nilgiracris Kevan, 1964
      - Geslacht Parorthacris Dirsh, 1958
      - Geslacht Popovia Uvarov, 1952
      - Geslacht Ramakrishnaia Bolívar, 1917

  - Geslachtengroep Sagittacridini Descamps & Wintrebert, 1966
    -       - Geslacht Acanthopyrgus Descamps & Wintrebert, 1966
      - Geslacht Sagittacris Dirsh, 1963

  - Geslachtengroep Verduliini Kevan, & Akbar, 1964
    -       - Geslacht Meubelia Willemse, 1932
      - Geslacht Philippyrgus Kevan, 1974
      - Geslacht Spinacris Willemse, 1933
      - Geslacht Verdulia Bolívar, 1905
- Onderfamilie Pyrgomorphinae Brunner von Wattenwyl 1874
  -     -       - Geslacht Eilenbergia Mason, 1979
      - Geslacht Megalopyrga Baccetti, 1985
      - Geslacht Paramekongiella Huang, 1990
      - Geslacht Xiphipyrgus Kevan, 1982

  - Geslachtengroep Atractomorphini Bolívar, 1905
    -       - Geslacht Occidentosphena Kevan, 1956
      - Geslacht Atractomorpha Saussure, 1862

  - Geslachtengroep Chlorizeinini Kevan, & Akbar, 1964
    - Ondertak Chlorizeinina Kevan, & Akbar, 1964
      - Geslacht Chlorizeina Brunner von Wattenwyl, 1893
      - Geslacht Feacris Kevan, 1969
      - Geslacht Pterorthacris Uvarov, 1921

    - Ondertak Humpatellina Kevan, & Akbar, 1964
      - Geslacht Cawendia Karsch, 1888
      - Geslacht Humpatella Karsch, 1896
      - Geslacht Pseudorubellia Dirsh, 1963

    - Ondertak Marsabitacridina Kevan, & Akbar, 1964
      - Geslacht Katangacris Kevan & Akbar, 1964
      - Geslacht Marsabitacris Kevan, 1957

  - Geslachtengroep Chrotogonini Bolívar, 1904
    -       - Geslacht Caconda Bolívar, 1884
      - Geslacht Chrotogonus Serville, 1838
      - Geslacht Shoacris Kevan, 1952
      - Geslacht Stibarosterna Uvarov, 1953
      - Geslacht Tenuitarsus Bolívar, 1904

  - Geslachtengroep Desmopterini Bolívar, 1905
    -       - Geslacht Apodesmoptera Rehn, 1951
      - Geslacht Desmoptera Bolívar, 1884
      - Geslacht Desmopterella Ramme, 1941
      - Geslacht Doriaella Bolívar, 1898
      - Geslacht Menesesia Willemse, 1922
      - Geslacht Menesesiella Kevan, 1963
      - Geslacht Paradoriaella Willemse, 1961
      - Geslacht Stenoxyphellus Ramme, 1941
      - Geslacht Stenoxyphula Kevan, 1963
      - Geslacht Stenoxyphus Blanchard, 1853

  - Geslachtengroep Dictyophorini Kirby, 1902
    -       - Geslacht Camoensia Bolívar, 1882
      - Geslacht Dictyophorus Thunberg, 1815
      - Geslacht Loveridgacris Rehn, 1954
      - Geslacht Maura Stål, 1873
      - Geslacht Parapetasia Bolívar, 1884

  - Geslachtengroep Ichthyotettigini Kevan, Singh & Akbar, 1964
    -       - Geslacht Ichthyotettix Rehn, 1901
      - Geslacht Piscacris Kevan, Singh & Akbar, 1964
      - Geslacht Pyrgotettix Kevan, Singh & Akbar, 1964
      - Geslacht Sphenotettix Kevan & Akbar, 1964

  - Geslachtengroep Monistriini Kevan, & Akbar, 1964
    -       - Geslacht Greyacris Rehn, 1953
      - Geslacht Monistria Stål, 1873
      - Geslacht Parastria Key, 1985
      - Geslacht Pileolum Bolívar, 1917
      - Geslacht Yeelanna Rehn, 1953

  - Geslachtengroep Omurini Kevan, 1961
    -       - Geslacht Algete Bolívar, 1905
      - Geslacht Minorissa Walker, 1870
      - Geslacht Omura Walker, 1870

  - Geslachtengroep Petasidini Key, 1985
    -       - Geslacht Petasida White, 1845
      - Geslacht Scutillya Sjöstedt, 1921

  - Geslachtengroep Phymateini Bolívar, 1884
    - Ondertak Phymateina Bolívar, 1884
      - Geslacht Paraphymateus Dirsh, 1962
      - Geslacht Phymateus Thunberg, 1815
      - Geslacht Phyteumas Bolívar, 1904
      - Geslacht Rutidoderes Westwood, 1837

    - Ondertak Zonocerina Kevan, & Akbar, 1964
      - Geslacht Physemophorus Krauss, 1907
      - Geslacht Zonocerus Stål, 1873

  - Geslachtengroep Poekilocerini Burmeister, 1840
    -       - Poekilocerus Serville, 1831

  - Geslachtengroep Psednurini Burr, 1903
    -       - Geslacht Propsednura Rehn, 1953
      - Geslacht Psedna Key, 1972
      - Geslacht Psednura Burr, 1903

  - Geslachtengroep Pseudomorphacridini Kevan, & Akbar, 1964
    -       - Geslacht Pseudomorphacris Carl, 1916

  - Geslachtengroep Pyrgomorphini Brunner von Wattenwyl, 1874
    - Ondertak Arbusculina Kevan, Akbar & Chang, 1975
      - Geslacht Arbuscula Bolívar, 1905

    - Ondertak Geloiodina Kevan, Akbar & Chang, 1975
      - Geslacht Geloiodes Chopard, 1958

    - Ondertak Parasphenina Kevan, & Akbar, 1964
      - Geslacht Afrosphenella Kevan & Akbar, 1963
      - Geslacht Chirindites Ramme, 1929
      - Geslacht Parasphena Bolívar, 1884
      - Geslacht Parasphenella Kevan, 1956
      - Geslacht Parasphenula Kevan, 1956
      - Geslacht Pezotagasta Uvarov, 1953
      - Geslacht Stenoscepa Karsch, 1896

    - Ondertak Pyrgomorphina Brunner von Wattenwyl, 1874
      - Geslacht Anarchita Bolívar, 1904
      - Geslacht Carinisphena Kevan, 1966
      - Geslacht Laufferia Bolívar, 1904
      - Geslacht Leptea Bolívar, 1904
      - Geslacht Macroleptea Kevan, 1962
      - Geslacht †Miopyrgomorpha Kevan, 1964
      - Geslacht Ochrophlebia Stål, 1873
      - Geslacht Ochrophlegma Bolívar, 1904
      - Geslacht Phymella Uvarov, 1922
      - Geslacht Plerisca Bolívar, 1904
      - Geslacht Protanita Kevan, 1962
      - Geslacht Punctisphena Kevan, 1961
      - Geslacht Pyrgomorpha Serville, 1838
      - Geslacht Pyrgomorphella Bolívar, 1904
      - Geslacht Pyrgomorphellula Kevan & Hsiung, 1988
      - Geslacht Pyrgomorphula Kevan & Akbar, 1963
      - Geslacht Scabropyrgus Kevan, 1962
      - Geslacht Somalopyrgus Kevan & Akbar, 1964
      - Geslacht Tanita Bolívar, 1904
      - Geslacht Tanitella Kevan, 1962
      - Geslacht Zarytes Bolívar, 1904

  - Geslachtengroep Schulthessiini Kevan, & Akbar, 1964
    -       - Geslacht Buyssoniella Bolívar, 1905
      - Geslacht Schulthessia Bolívar, 1905

  - Geslachtengroep Sphenariini Bolívar, 1884
    - Ondertak Mekongianina Kevan & Akbar, 1964
      - Geslacht Mekongiana Uvarov, 1940
      - Geslacht Mekongiella Kevan, 1966
      - Geslacht Yunnanites Uvarov, 1925

    - Ondertak Rubelliina Kevan & Akbar, 1964
      - Rubellia Stål, 1875

    - Ondertak Sphenariina Bolívar, 1884
      - Geslacht Jaragua Perez-Gelabert, Dominici & Hierro, 1995
      - Geslacht Prosphena Bolívar, 1884
      - Geslacht Sphenarium Charpentier, 1842

  - Geslachtengroep Sphenexiina Kevan & Akbar, 1964
    -       - Geslacht Sphenexia Karsch, 1896
      - Geslacht Xenephias Kevan, 1973

  - Geslachtengroep Tagastini Bolívar, 1905
    -       - Geslacht Annandalea Bolívar, 1905
      - Geslacht Tagasta Bolívar, 1905

  - Geslachtengroep Taphronotini Bolívar, 1904
    - Ondertak Aularchina Kevan & Akbar, 1964
      - Geslacht Aularches Stål, 1873

    - Ondertak Taphronotina Bolívar, 1904
      - Geslacht Taphronota Stål, 1873